# Polylepion cruentum
Polylepion cruentum és una espècie de peix de la família dels làbrids i de l'ordre dels perciformes.

## Morfologia
Els mascles poden assolir els 24 cm de longitud total.

## Distribució geogràfica
Es troba des de Mèxic fins a Nicaragua.